# IC 4943
IC 4943 est une galaxie elliptique située dans la constellation du Télescope. Sa vitesse par rapport au fond diffus cosmologique est de 2 834 ± 21 km/s, ce qui correspond à une distance de Hubble de 41,8 ± 2,9 Mpc (∼136 millions d'al). Cette galaxie a été découverte par l'astronome américain Lewis Swift en 1897.
À ce jour, 13 mesures non basées sur le décalage vers le rouge (redshift) donnent une distance de 42,723 ± 13,915 Mpc (∼139 millions d'al), ce qui est à l'intérieur des valeurs de la distance de Hubble.

## Groupe de NGC 6868
Selon A. M. Garcia IC 4943 fait partie du groupe de NGC 6868. Ce groupe de galaxies renferme au moins 11 membres.  Les autres galaxies sont NGC 6851, NGC 6861, NGC 6868, NGC 6870, NGC 6875, NGC 6893, NGC 6861D (PGC 64153), NGC 6875A (PGC 64240), ESO 233-36 et ESO 284-47.